# Хемијско-технолошка школа Крушевац
Хемијско-технолошка школа Крушевац је једна од установа државног средњег образовања на територији града Крушевца. Основана је 1962. године, када је основано прво одељење хемијских техничара у оквиру Техничке школе. Под  данашњим називом Хемијско-технолошка школа битише од 1990. године, када је регистрована као самостална.
Школовањем кадра, школа има значајни утицај на развој хемијске индустрије града Крушевца, а самим тим и на развој друштвене заједнице. Школа од првих дана свога настанка образује академске грађане и квалификоване раднике различитих струка.
Хемијско-технолошка школа је савремена образовно-васпитна установа у којој ученици стичу четворогодишње и трогодишње средње стручно образовање, док уписује ученике три подручја рада:
- Хемија,неметали и графичарство
- Пољопривреда, прерада и производња хране
- Угоститељство и туризам

Школа пружа могућност и ванредног школовања, преквалификација и доквалификација у сва три образовна профила.
Циљ школе је да се иде у корак са временом и препознају потребе савременог друштва. У том смеру, намера је да отвара нове атрактивне образовне профиле, као и остваривање неопходних промена у свим сегментима школског живота, као и подршка професионалном развоју и квалитету рада наставника. Мисија школе је да негује индивидуалност, подстиче и развија креативност и одговорност ученика који ће стасати у марљиве и стручно оспособљене људе са јасним циљевима у животу.
Настава у школи изводи се у 19 класичних учионица, 7 лабораторија, информатичком кабинету, фискултурној сали, учионицама са паметним таблама и кабинетима за обављање професионалне праксе кувара и конобара. Школа има богату библиотеку са преко 10.000 наслова стручне литературе, енциклопедија, речника и белетристике. Опремљеност ученичког простора је на задовољавајућем нивоу са тенденцијом модернизације.
У оквиру школе ради велики број секција које код ученика развијају креативност и подстичу их на проширивање интересовања из различитих области. Ђачки парламент има важну улогу у животу  рада школе и својим  добротворним акцијама развија код ученика емпатију и хуманост. На многим такмичењима које организује Министарство просвете , науке и технолошког развоја, наши ученици, остварили су изузетне резултате у свим подручјима рада.
Ученици школе имају проходност на велики број факултета и струковних школа.